# Resolució 659 del Consell de Seguretat de les Nacions Unides
La Resolució 659 del Consell de Seguretat de les Nacions Unides, fou adoptada per unanimitat el 31 de juliol de 1990 després de recordar les resolució anterior del Consell de Seguretat sobre el tema, així com l'estudi de l'informe del Secretari General de les Nacions Unides sobre la Força Provisional de les Nacions Unides a Líban (FPNUL) aprovada a la 426 (1978), el Consell va decidir ampliar el mandat de la FPNUL durant sis mesos més fins al 31 de gener de 1991.
El Consell va reiterar el mandat de la Força i va demanar al Secretari General que informés sobre els progressos realitzats respecte a l'aplicació de les resolucions 425 (1978) i 426 (1978).